# Вештачко језеро
Вештачко језеро је тип језера који настаје свесним деловањем човека. Формира се преграђивањем речних долина, клисура и кањона помоћу бетонских и земљаних брана. Оваква језера градила су се још y прошлости, тачније око 1300. године п. н. е.у долини реке Оронт у Сирији, преграђен је ток на површини од око 50 km² и та акумулација названа је „Хомс“. Слични пројекти прављени су у Старом Египту, Индији и Месопотамији.
Данас су вештачка језера веома бројна и полифункционална. Служи за хидроенергију, односно производњу електричне енергије, наводњавање, те снабдевање водом насеља и индустрије, спорт, туризам, рекреацију, рибњаке и др. У Србији највећа загат је Ђердапско језеро, а следе Зворничко, Перућац, Златарско и др.
Вештачка језера се условно могу поделити на:
- акумулациона и
- рибњаке

## Акумулационо језеро
Акумулационо језеро, такође и вештачка акумулација је вештачко језеро, настало човековим радом. Формирају се преграђивањем речних токова у долинама, клисурама, кањонима и котлинама, постављањем бетонских брана. Њихова намена може бити различита — за потребе хидроенергије, наводњавање, регулацију тока, рекреација, спортови на води, заштита од поплава, пловидба и сл.
Највећа вештачка акумулација на свету је језеро Волта у Гани и захвата површину од 8.500 km². Највеће акумулационо језеро у Србији је Ђердапско са површином од 170-250 km² (зависно од доба године).

## Водопривредни системи за хидроелектране
Начин градње хидроелектране зависи о природних услова. Хидроелектране се разликују од осталих врста електрана јер се производња електричне енергије не може слободно планирати, доста зависе од природних чинилаца. Ако се жели да се изградити вештачко језеро велике запремине, као део неке хидроелектране или водопривредног система, то се не може учинити на месту где за то нема природних услова.
Кад је започело искориштавање енергије водотока за производњу електричне енергије пре стотинак година, градиле су се хидроелектране на повољном делу водотока, настојећи да се пронађе оптимално решење за дату хидроелектрану, без енергетског искориштења осталих делова водотока и потребе других корисника вода (наводњавање, водоопскрба и слично). Касније је, међутим, схваћено да се хидроелектране морају уклопити у водопривредни систем, што значи да се мора проучити употреба вода на целој дужини водотока и тражити оптимално решење за енергетику и друге привредне гране (пољопривреда, индустрија, водоопскрба, туризам), за заштиту од поплава и за заштиту околине. 
Сматра се да нема рационалног искориштавања воде и заштите од ње, ако се не граде хидроелектране, јер производња електричне енергије чини сваки захват на водотоку економски исплатљивим. Начин искориштавања вештачког језера зависи од потреба свих корисника вода, а ублажење великих осцилација протока при вршном раду хидроелектрана, постиже се компензацијским базенима и употребом последње хидроелектране на водотоку као темељне електране.

### Инјекцијске завесе
Завеса се састоји од дубоких инјекција испод темеља бране и њених бокова, убризганих с циљем да се спречи процеђивање и одлазак воде из вештачког језера. Завеса се обично продужује до непропусних слојева, ако се ови налазе на дохватној дубини, али може бити и лебдећа, као што је на брани Перућа. Дубина завесе редовно не прелази висину бране, али у пропустљивим теренским околностима може достићи и троструку висину бране. Дужина завесе утврђује се претходним сондажним бушењем терена и испитивањем његове пропустљивости. 
Терени у којима губитак воде по дужинском метру бушотине не прелази 1 L/(s x m), на 10 бара притиска воде, сматрају се практично непропусним за воду. За бране висине мање од 30 метара, овај критеријум се ублажује до 3 l/(s x m), на 10 бара притиска воде. Потребан утрошак инјекционе смесе утврђује се практичним инјекционим пољем на месту бране. Исто тако, утврђује се потребан размак бушотина, који се креће од 2 до 5 метара.
Инјектирање се данас изводи под притиском до 60 бара, а он се за сваки случај мора утврдити према стварним условима на терену. Завеса може бити једноредна, дворедна или троредна. Данас се тежи да буде највише дворедна, како би се пре завршили радови. За мање пропусне стене износи утрошак суве материје за инјектирање свега неколико килограма, а за врло пропусне, кречњачке стене пење се до неколико стотина килограма. На брани Перућа он износи 300 kg/m. 
За инјектирање се употребљавају чисте цементне смесе, цемент с песком, цемент с глином, с бентонитом, водено стакло и друга хемијска једињења, зависно од ступња напрслости средине и карактеру прслина. Бентонит и водено стакло спречавају да у врло шупљикавим стенама смеса непотребно одлази у ширину, што би поскупило радове. По положају, инјекције могу бити вертикалне или косе, што зависи о услојености терена. 
Завеса се може инјектирати или пре почетка радова на ископу темеља, што захтева велику дужину јаловог бушења, или након довршења радова на ископу, или након бетонирања најдоњих слојева бране, када се створи потребан надслој, што спречава одизање појединих слојева. Завеса се обично налази с узводне стране испод темеља. Тиме се уједно смањује узгон, што је за гравитационе бране веома важно. 
Након завршетка израде завесе и бетонирања доњих делова бране, врши се везно инјектирање по целој површини темеља, да би се брана са стеном повезала у монолит; дубина ових инјекција обично не прелази 2 до 5 метара. Инјектирање се спроводи било из контролног ходника или с низводног лица бране. Према досадашњем искуству потребно је на сваких 4 до 7 m2 површине темеља једна бушотина. Ове инјекције уједно служе за побољшање квалитета стена које су минирањем била оштећена при ископу. Лучне бране захтевају инјектирање дуж целог периметра бране; нормално је потребно да се обави и консолидацијско инјектирање испод целе ширине њихова темеља, да би се побољшао квалитет и смањиле деформације подлоге. Дубина ових инјекција износи најмање половину ширине темеља.

## Типови

### Преграђене долине
Акумулације са браном су вештачка језера створена и контролисана браном изграђеном преко долине и ослањају се на природну топографију да обезбеде већи део басена резервоара. Ови резервоари могу бити или резервоари на току, који се налазе на првобитном кориту низводне реке и они су испуњени потоцима, рекама или кишницом која отиче из околних шумских сливова, или резервоари ван тока, који примају преусмерену воду из оближњег потока, аквадукта или цевоводну вода из других резервоара.
Бране се обично налазе на уском делу низводно од природног басена. Стране долине делују као природни зидови, са браном која се налази на најужој практичној тачки како би се обезбедила снага и најнижа цена изградње. У многим пројектима изградње резервоара, људи морају бити измештени и поново смештени, историјски артефакти релоцирани или ретка животна окружења премештена. Примери укључују храмове Абу Симбела (који су премештени пре изградње Асуанске бране да би се створило језеро Насер од Нила у Египту), измештање села Кејпел Келин током изградње Лин Келина, и премештање Борго Сан Пјетра из Петрела Салто током изградње језера Салто.
Изградња преграђеног резервоара обично захтева преусмеравање реке током дела изградње, често кроз привремени тунел или обилазни канал.
У брдовитим регионима, резервоари се често граде повећањем постојећих језера. Понекад у таквим резервоарима, нови највиши ниво воде премашује висину слива на једном или више доводних токова, као што је Лин Кливедог у Средњем Велсу. У таквим случајевима потребне су додатне бочне бране за задржавање резервоара.
Тамо где је топографија слабо погодна за формирање једног великог резервоара, већи број мањих резервоара може бити изграђен у ланцу, као у долини реке Таф где резервоари Лвин-он, Кантреф и Биконс формирају ланац дуж долине.

### Обалско језеро
Обалска језера су резервоари за складиштење свеже воде који се налазе на морској обали близу ушћа реке за складиштење поплавне воде реке. Како је изградња акумулација на копну оптерећена знатним потапањем земљишта, приобални резервоари су пожељнији економски и технички, јер не користе оскудно земљиште. Многи обални резервоари су изграђени у Азији и Европи. Симангуем у Јужној Кореји, Марина Бараж у Сингапуру, Ћингцаоша у Кини и Плавер коув у Хонгконгу су примери таквих обалских резервоара.

### Поред обале реке
Тамо где се вода црпи или сифонира из реке различитог квалитета или величине, могу се изградити резервоари на обали за складиштење воде. Такве акумулације се обично формирају делом ископавањем, а делом изградњом комплетног опкољавајућег насипа, чији обим може премашити 6 км (4 миље). Дно резервоара и насип морају имати непропусну облогу или језгро: у почетку су они често били направљени од лужвасте глине, али је то генерално замењено модерном употребом ваљане глине. Вода ускладиштена у таквим резервоарима може остати тамо неколико месеци, а током тог времена нормални биолошки процеси могу значајно смањити многе загађиваче и умањити замућеност. Коришћење резервоара на обали такође омогућава да се захватање воде заустави на неко време, на пример када је река неприхватљиво загађена или када су услови протока веома ниски због суше. Лондонски систем водоснабдевања показује један пример коришћења складишта на обали: овде се вода узима из реке Темзе и реке Ли у неколико великих резервоара на страни Темзе, као што је резервоар Квин Мери, који се може видети дуж прилаза лондонском аеродрому Хитроу.

### Сервисни резервоар
Сервисни резервоари чувају потпуно пречишћену воду за пиће близу места дистрибуције. Многи сервисни резервоари су изграђени као водоторњеви, често као узвишене структуре на бетонским стубовима где је пејзаж релативно раван. Други сервисни резервоари могу бити базени за складиштење, резервоари за воду или понекад потпуно подземне цистерне, посебно у брдовитијим или планинским земљама. Савремени резервоари често користе геомембранске облоге на својој бази да ограниче цурење и/или као плутајуће поклопце да ограниче испаравање, посебно у сушним климама. У Уједињеном Краљевству, вода Темзе има много подземних резервоара изграђених током 1800-их, од којих је већина обложена циглом. Добар пример је резервоар Онор оук у Лондону, изграђен између 1901. и 1909. Када је завршен, за њега се говорило да је највећи подземни резервоар изграђен од цигле на свету и још увек је један од највећих у Европи. Овај резервоар сада чини део јужног продужетка Воденог прстена Темзе. Врх резервоара је затрављен и сада га користи Акваријус голф клуб.
Сервисни резервоари обављају неколико функција, укључујући обезбеђивање довољне количине воде у систему за дистрибуцију воде и обезбеђивање капацитета воде за задовољавање вршне потражње потрошача, омогућавајући постројењу за пречишћавање да ради са оптималном ефикасношћу. Великим сервисним резервоарима се такође може управљати како би се смањили трошкови пумпања допуњавањем резервоара у доба дана када су трошкови енергије ниски.

### Иригационо језеро
Резервоар за наводњавање је резервоар воде за пољопривредну употребу. Пуне се пумпаном подземном водом, пумпаном речном водом или отицањем воде и обично се користе током локалне сушне сезоне.
Ова врста инфраструктуре изазвала је опозициони покрет у Француској, уз бројне спорове, и за неке пројекте протесте, посебно у бившој регији Поату-Шарант, где су се насилне демонстрације одржавале 2022. и 2023. У Шпанији су прихваћени у већој мери, јер су сви корисници укључени у имплементацију система.
Конкретна дебата о супституционим акумулацијама део је шире дискусије која се односи на резервоаре који се користе за пољопривредно наводњавање, без обзира на њихову врсту, и одређени модел интензивне пољопривреде. Противници посматрају ове резервоаре као монополизацију ресурса од које има користи само неколицина, што представља застарели модел продуктивне пољопривреде. Они тврде да ови резервоари доводе до губитка количине и квалитета воде неопходне за одржавање еколошке равнотеже, и да представљају ризик од повећања јачине и трајања суша услед климатских промена. Укратко, сматрају да је то погрешно прилагођавање климатским променама.
Заговорници акумулација или супституционих резерви, с друге стране, виде у њима решење за одрживу пољопривреду док се чека на настанак заиста трајног пољопривредног модела. Без таквих резерви страхују да ће неодрживо увозно наводњавање бити неизбежно. Сматрају да ове акумулације треба да прати и територијални пројекат који обједињује све стране заинтересоване за воду са циљем очувања и унапређења природног окружења.
Два главна типа резервоара могу се разликовати на основу њиховог начина снабдевања.
| Тип резервоара    | Извор снабдевања               | Период снабдевања      |
| ----------------- | ------------------------------ | ---------------------- |
| Иригационо језеро | Река или алувијални водоносник | Ван периода ниске воде |
| Иригационо језеро | Пумпање из водоносног слоја    |                        |
| Поточно језеро    | Само отицање воде              | Целе године            |

## Историја
Око 3000 година пре нове ере, кратере угашених вулкана у Арабији су фармери користили као резервоаре воде за наводњавање. У старој Грчкој пронађена су вештачка језера која датирају из 5. века пре нове ере.
Сува клима и недостатак воде у Индији довели су до раног развоја степенастих бунара и других техника управљања воденим ресурсима, укључујући изградњу резервоара у Гирнару око 3000. године пре нове ере. Вештачко језеро Бојсагар у данашњој држави Мадја Прадеш у Индији, изграђено у 11. веку, покривало је 650 km2 (250 sq mi).
Краљевство Куш је изумело Хафир, тип резервоара, током мероитског периода. У мероитском граду Бутани регистровано је 800 древних и савремених хафира. Хафири хватају воду током кишних сезона како би обезбедили да вода буде доступна неколико месеци током сушних сезона за снабдевање пијаћом водом, наводњавање поља и појење стоке. Велики резервоар у близини Лављег храма у Мусаварат ес-Суфри је значајан хафир у Кушу.
У Шри Ланки су древни синхалски краљеви створили велике резервоаре како би се чувала воду за наводњавање. Чувени краљ Шри Ланке Паракрамабаху I од Шри Ланке рекао је „Не дозволите да кап воде досегне до океана, а да не буде од користи човечанству“. Он је створио резервоар под називом Паракрама Самудра („море краља Паракраме“). Огромне вештачке резервоаре су такође изградила различита древна краљевства у Бенгалу, Асаму и Камбоџи.

## Употребе

### Директно снабдевање водом
Многи преграђени речни резервоари и већина акумулација на обали се користе за снабдевање сировом водом постројења за пречишћавање воде која испоручују воду за пиће кроз водоводне мреже. Резервоар не само да задржава воду док не буде потребна: он такође може бити први део процеса пречишћавања воде. Време складиштења воде пре него што се ослободи познато је као време задржавања. Ово је карактеристика дизајна која омогућава да се честице и муљ таложе, као и време за природни биолошки третман помоћу алги, бактерија и зоопланктона који природно живе у води. Међутим, природни лимнолошки процеси у језерима умерене климе производе температурну стратификацију у води, која тежи да раздваја неке елементе као што су манган и фосфор у дубокој, хладној аноксичној воду током летњих месеци. У јесен и зими језеро поново постаје потпуно измешано. Током сушних услова, понекад је потребно црпити воду са хладног дна, и посебно повишени нивои мангана могу изазвати проблеме у постројењима за пречишћавање воде.

### Хидроелектрична енергија
У 2005. години, око 25% од 33.105 великих светских брана (преко 15 метара висине) коришћено је за хидроелектричну енергију. САД производе 3% своје електричне енергије из 80.000 брана свих величина. У току је иницијатива за реконструкцију већег броја брана као вид доброг коришћења постојеће инфраструктуре како би се многим мањим заједницама обезбедио поуздан извор енергије. Резервоар који производи хидроелектричну енергију укључује турбине повезане са задржаним водним телом цевима великог пречника. Ови агрегати могу бити у подножју бране или на некој удаљености. У равној речној долини резервоар мора да буде довољно дубок да створи напон воде на турбинама; а ако постоје периоди суше, акумулација треба да задржи довољно воде да би се омогућио проток реке током целе године. Проточна хидроелектрана у стрмој долини са сталним протоком нема потребу за резервоаром.
Неки резервоари који производе хидроелектричну енергију користе пумпно пуњење: резервоар високог нивоа се пуни водом помоћу електричних пумпи високих перформанси у тренуцима када је потражња за електричном енергијом ниска, а затим користи ову ускладиштену воду за производњу електричне енергије испуштањем ускладиштене воде у ниски ниво резервоара када је потражња за електричном енергијом велика. Такви системи се називају пумпно-складишне шеме.

### Контролисање извора воде
Резервоари се могу користити на више начина да се контролише како вода тече низводним воденим путевима:
Низводно водоснабдевањевода се може пуштати из планинског резервоара тако да се може користити за пиће низводно у систему, понекад стотинама миља даље низводно.
Наводњавањевода из резервоара за наводњавање може бити пуштена у мреже канала за употребу у пољопривредним земљиштима или секундарним системима воде. Наводњавање такође може бити подржано резервоарима који одржавају речне токове, омогућавајући да се вода захвата за наводњавање ниже низ реку.
Контрола поплаватакође познати као резервоари за „слабљење” или „балансирање”. Резервоари за контролу поплава сакупљају воду у време веома великих падавина, а затим је полако испуштају током наредних недеља или месеци. Неки од ових резервоара су изграђени преко речне линије, а даљи ток контролише мерна пригушница. Када речни ток премаши капацитет отворне плоче, вода се накупља иза бране; али чим се проток смањи, вода иза бране се полако испушта док се резервоар поново не испразни. У неким случајевима, такви резервоари функционишу само неколико пута у деценији, а земљиште иза резервоара може бити развијено као земљиште за заједницу или рекреацију. Нова генерација балансних брана се развија за борбу против могућих последица климатских промена. Они се називају „резервоари за задржавање поплава”. Пошто ови резервоари остају суви током дугог периода, може постојати ризик од исушивања глиненог језгра, чиме се смањује његова структурна стабилност. Недавни развоји укључују употребу композитног пуњења језгра направљеног од рециклираних материјала као алтернативе глини.
КаналиТамо где вода из природног водотока није доступна за преусмеравање у канал, може се изградити резервоар да би се гарантовао ниво воде у каналу: на пример, тамо где се канал пење кроз преводнице да би прешао брда. Друга употреба је смањење трошкова или времена изградње када канал мора да се прокопа кроз стену, као што се користи на Ридо каналу са Нероус преводницама које деле канал и у суштини претварају горњи Ридо у проширени резервоар, иако само за два или три стопе.
Рекреацијавода се може пуштати из резервоара да би се створили или поспешили услови за вожњу кајаком и други спортови на дивљим водама. На лососким рекама праве се специјални прелази (у Британији која се зову фрешетима) како би се подстакла природна миграција рибе и да би се пружили разноврсни услови риболова за риболовце.

### Балансирање протока
Резервоари се могу користити за балансирање протока у високо контролисаним системима, узимајући воду током великих протока и поново је испуштајући током ниских протока. Да би ово функционисало без пумпања потребна је пажљива контрола нивоа воде помоћу прелива. Када се приближи велика олуја, оператери брана израчунавају количину воде коју ће олуја додати у резервоар. Ако ће прогнозирана олујна вода препунити резервоар, вода се полако испушта из резервоара пре и током олује. Ако се то обави уз довољно времена, велика олуја неће испунити резервоар и области низводно неће доживети штетне токове. Тачне временске прогнозе су од суштинског значаја како би оператери брана могли адекватно планирати испуштање пре великих падавина. Оператери брана су кривили погрешну временску прогнозу за поплаве у Квинсленду 2010–2011. Примери акумулација којима се добро управља су брана Берендонг у Аустралији и језеро Бала (Лин Тегид) у Северном Велсу. Језеро Бала је природно језеро чији је ниво подигнут ниском браном и у које се река Ди улива или излива у зависности од услова тока, као део регулационог система реке Ди. Овај начин рада је облик хидрауличког кондензатора у речном систему.

### Рекреација
Многи резервоари често дозвољавају неке рекреативне употребе, као што су пецање и вожња чамцем. Могу се применити посебна правила ради безбедности јавности и заштите квалитета воде и екологије околног подручја. Многи резервоари сада подржавају и подстичу мање формалну и мање структурисану рекреацију као што су природна историја, посматрање птица, сликање пејзажа, шетње и планинарење, и често пружају информативне табле и интерпретацијски материјал како би се подстакла одговорна употреба.

## Операција
Вода која пада као киша узводно од резервоара, заједно са свим подземним водама које извиру као извори, складиште се у резервоару. Вишак воде може се излити преко посебно дизајнираног преливника. Складиштена вода може се гравитацијом довести у цев за употребу као вода за пиће, за производњу хидроелектричне енергије или за одржавање речних токова за подршку низводној употреби. Повремено се акумулацијама може управљати да задрже воду током великих падавина како би се спречиле или смањиле поплаве низводно. Неки резервоари подржавају неколико видова употребе, а правила рада могу бити сложена.
Већина модерних резервоара има посебно дизајниран торањ за повлачење, који може испуштати воду из резервоара на различитим нивоима, како за приступ води када ниво воде пада, тако и за омогућавање испуштања воде специфичног квалитета у низводну реку као „компензацију воде“: оператери многих планинских или речних акумулација имају обавезу да испуштају воду у низводну реку како би одржали квалитет реке, подржали рибарство, подржали низводну индустријску и рекреативну употребу или за низ других сврха. Таква испуштања су позната као компензациона вода.

### Терминологија
Јединице које се користе за мерење површина и запремина резервоара разликују се од земље до земље. У већем делу света, површине резервоара су изражене у квадратних километрима; у Сједињеним Државама се обично користе акри. За запремину се широко користе или кубни метри или кубни километри, а у САД се користе акри-стопе.
Капацитет, запремина или складиштење резервоара се обично дели на подручја која се разликују. Мртво или неактивно складиште се односи на воду у резервоару која се не може одводити гравитацијом кроз испуст бране, прелив или улаз у електрану и може се само испумпати. Мртво складиште омогућава таложење седимената, што побољшава квалитет воде и такође ствара простор за рибу током ниских нивоа. Активно или живо складиштење је део резервоара који се може користити за контролу поплава, производњу енергије, навигацију и испуштање низводно. Поред тога, „капацитет за контролу поплава” резервоара је количина воде која може да се регулише током поплаве. „Допунски капацитет“ је капацитет резервоара изнад врха прелива који се не може регулисати.
У Сједињеним Државама, вода испод нормалног максималног нивоа резервоара назива се „конзервациони базен“.
У Уједињеном Краљевству, „горњи ниво воде” описује стање резервоара у пуном стању, док „потпуно повучен” описује минималну задржану запремину.

### Моделовање управљања резервоарима
Постоји широк спектар софтвера за моделовање акумулација, од специјализованих алата за управљање безбедним програмом брана (DSPMT) до релативно једноставног WAFLEX-а, до интегрисаних модела као што је систем за процену и планирање воде (WEAP) који постављају операције резервоара у контекст система широке потражње и понуде.

## Безбедност
У многим земљама велике акумулације су строго регулисане како би се спречила или свела на минимум могућност неуспеха у задржавању.
Док је велики део напора усмерен на брану и њене повезане структуре као најслабији део укупне структуре, циљ таквих контрола је да се спречи неконтролисано испуштање воде из резервоара. Пробој резервоара може довести до огромног повећања тока низ речну долину, са потенцијалом да однесе градове и села и изазове значајан губитак живота, као што је девастација након неуспеха задржавања у Лин Ијау у којој је погинуло 17 људи. (погледајте и списак колапса брана).
Значајан случај коришћења резервоара као ратног инструмента укључивао је напад британских Дамбастера Краљевских ваздухопловних снага на Немачку у Другом светском рату (кодног назива „oперација Частајз“), у којем су три немачке акумулационе бране изабране да буду пробијене како би се оштетила немачка инфраструктура и производни и енергетски капацитети који потичу из река Рур и Едер. Економски и друштвени утицај произашао је из огромних количина претходно ускладиштене воде која се излила низ долине, изазивајући уништење. Овај напад је касније постала основа за неколико филмова.

## Утицај на животну средину

### Целокупан утицај на животну средину
Све акумулације имају процену финансијских трошкова и користи пре изградње како би се видело да ли је пројекат вредан извођења. Међутим, таква анализа често може изоставити утицај брана и резервоара на животну средину. Неки утицаји, као што је производња гасова стаклене баште повезана са производњом бетона, релативно је лако проценити. Остале утицаје на природно окружење и друштвене и културне ефекте може бити теже проценити и одмерити, али је идентификација и квантификација ових питања сада уобичајено неопходна у великим грађевинским пројектима у развијеном свету.

### Климатске промене

#### Емисије гасова стаклене баште из резервоара
Природна језера примају органске седименте који се распадају у анаеробном окружењу ослобађајући метан и угљен-диоксид. Ослобођени метан је отприлике 8 пута потентнији као гас стаклене баште од угљен-диоксида.
Како се акумулација коју је направио човек пуни, постојеће биљке су потопљене и током година које су потребне да се ова материја распадне, испуштаће знатно више гасова стаклене баште него језера. Акумулација у уској долини или кањону може покрити релативно мало вегетације, док она која се налази на равници може поплавити велики део вегетације. Локалитет се може прво очистити од вегетације или једноставно потопити. Тропске поплаве могу произвести много више гасова стаклене баште него оне у умереним регионима.
Следећа табела показује емисије из резервоара у милиграмима по квадратном метру дневно за различита водена тела.
| Локација           | Угљен-диоксид | Метан |
| ------------------ | ------------- | ----- |
| Језера             | 700           | 9     |
| Умерени резервоари | 1500          | 20    |
| Тропски резервоари | 3000          | 100   |

#### Хидроелектрична енергија и климатске промене
У зависности од поплављене површине у односу на произведену енергију, резервоар изграђен за производњу хидроелектричне енергије може или смањити или повећати нето производњу гасова стаклене баште у поређењу са другим изворима енергије.
Студија за Национални институт за истраживање у Амазону открила је да хидроелектрични резервоари ослобађају велики пулс угљен-диоксида од пропадања дрвећа које је остало да стоји у резервоарима, посебно током прве деценије након поплава. Ово подиже утицај брана на глобално загревање на нивое много веће него што би се десило генерисањем исте енергије из фосилних горива. Према извештају Светске комисије за бране (Бране и развој), када је резервоар релативно велик и није предузето претходно крчење шуме у поплављеном подручју, емисије гасова стаклене баште из резервоара могле би бити веће од оних из конвенционалне нафтне термоелектране. На пример, 1990. године, акумулација иза бране Балбина у Бразилу (отворене 1987. године) имала је преко 20 пута већи утицај на глобално загревање него што би се произвела иста енергија из фосилних горива, због велике поплављене површине по јединици произведене електричне енергије. Једна друга студија објављена у Глобалним биогеохемијским циклусима такође је открила да су новопотопљени резервоари испуштали више угљен-диоксида и метана него претпоплављени крајолик, уз напомену да су шумско земљиште, мочваре и постојеће водене карактеристике отпуштале различите количине угљен-диоксида и метана пре- и после поплава.
Брана Тукуруи у Бразилу (завршена 1984. године) имала је само 0,4 пута већи утицај на глобално загревање него што би било генерисано истом енергијом из фосилних горива.
Једна двогодишња студија о ослобађању угљен-диоксида и метана у Канади је закључила да иако тамошњи хидроелектрични резервоари емитују гасове стаклене баште, то је у много мањем обиму од термоелектрана сличног капацитета. Хидроенергија обично емитује 35 до 70 пута мање гасова стаклене баште по TWh електричне енергије него термоелектране.
Смањење загађења ваздуха се дешава када се брана користи уместо генерације енергије термоелектранама, пошто електрична енергија произведена из производње хидроелектрана не изазива никакве емисије димних гасова из сагоревања фосилних горива (укључујући сумпор диоксид, азот оксид и угљен моноксид из угља) .

### Биологија
Бране могу да произведу блок за миграцију риба, задржавајући их у једном подручју, производећи храну и станиште за различите водене птице. Оне такође могу да поплаве различите екосистеме на копну и могу изазвати изумирање.
Стварање резервоара може да промени природни биогеохемијски циклус живе. Након почетног формирања резервоара, долази до великог повећања производње токсичне метил живе (MeHg) путем микробне метилације у поплављеним земљиштима и тресету. Такође је откривено да се нивои MeHg повећавају у зоопланктону и рибама.

### Људски утицај
Бране могу озбиљно да смање количину воде која стиже до земаља низводно од њих, узрокујући водени стрес између земаља, нпр. Судан и Египат, што штети пољопривредним предузећима у низводним земљама и смањује количину воде за пиће.
Фарме и села, нпр. Ашоптон може бити преплављен стварањем резервоара, уништавајући многа средства за живот. Управо из тог разлога, 80 милиона људи широм света (цифра је из 2009. године, према уџбенику географије Едексел GCSE) морало је да буде присилно пресељено због изградње бране.

### Лимнологија
Лимнологија резервоара има много сличности са језерима еквивалентне величине. Међутим, постоје и значајне разлике. Многи резервоари доживљавају значајне варијације нивоа стварајући значајна подручја која су повремено под водом или су исушена. Ово у великој мери ограничава продуктивност или водене маргине и такође ограничава број врста које могу да преживе у овим условима.
Горски резервоари обично имају много краће време задржавања од природних језера и то може довести до бржег кружења хранљивих материја кроз водно тело тако да се брже губе у систему. Ово се може посматрати као неусклађеност између хемије и биологије воде са тенденцијом да биолошка компонента буде у већој мери олиготрофна него што би хемија сугерисала.
Насупрот томе, низијски резервоари који црпе воду из река богатих хранљивим материјама, могу показати преувеличане еутрофне карактеристике јер је време боравка у резервоару много дуже него у реци и биолошки системи имају много веће могућности да искористе доступне хранљиве материје.
Дубоки резервоари са вишестепеним одводним торњевима могу испуштати дубоку хладну воду у низводну реку, што увелико смањује величину било ког хиполимниона. Ово заузврат може смањити концентрацију фосфора који се ослобађа током било којег годишњег догађаја мешања и стога може редуковати продуктивност.
Бране испред акумулација делују као преломне тачке - енергија воде која пада из њих се смањује и долази до таложење испод брана.

### Сеизмичност
Пуњење (затапање) акумулација се често приписује сеизмичности изазваној акумулацијом (RTS) пошто су се сеизмички догађаји дешавали у близини великих брана или унутар њихових резервоара у прошлости. Ови догађаји су можда били изазвани пуњењем или радом резервоара, али су они незнатни су у поређењу са количином резервоара широм света. Од преко 100 забележених догађаја, неки рани примери укључују 60 m (197 ft) високу Маратонску брану у Грчкој (1929), и 221 m (725 ft) високу Хуверову брану у САД (1935). Већина догађаја укључује велике бране и мале количине сеизмичности. Једина четири забележена догађаја изнад магнитуде  (Mw) 6,0 су 103 m (338 ft) висока брана Којна у Индији и 120 m (394 ft) висока брана Кремаста у Грчкој, које су оба регистровале 6,3 Mw, 122 m (400 ft) висока брана Кариба у Замбији са 6,25 Mw и 105 m (344 ft) висока брана Синфенгђанг у Кини са 6,1 Mw. Спорови су се јавили око тога када је РТС настао због недостатка хидрогеолошкох познавања у време догађаја. Међутим, прихваћено је да инфилтрација воде у поре и тежина резервоара доприносе RTS обрасцима. Да би RTS настао, мора постојати сеизмичка структура у близини бране или њеног резервоара и мора бити близу раседа. Поред тога, вода мора бити у стању да се инфилтрира у дубоки слој стене јер ће тежина резервоара дубоког 100 m (328 ft) имати мали утицај у поређењу са тежином стене на пољу напрезања коре, које се може налазити на дубини од 10 km (6 mi) или више.

### Клима
Резервоари могу променити локалну климу повећавајући влажност и смањујући екстремне температуре, посебно у сувим областима. Овакве ефекте наводе и неке јужноаустралијске винарије као узрок повећања квалитета винске продукције.

## Списак резервоара
Године 2005, било је 33.105 великих брана (≥15 м висине) на листи Међународне комисије за велике бране (ICOLD).

### Списак резервоара по областима
| Ранг | Назив               | Држава            | Површина | Површина | Напомена                                |
| Ранг | Назив               | Држава            | km2      | sq mi    | Напомена                                |
| ---- | ------------------- | ----------------- | -------- | -------- | --------------------------------------- |
| 1    | Језеро Волта        | Гана              | 8.482    | 3.275    | [ 176 ] [ 177 ] [ 178 ] [ 179 ]         |
| 2    | Смолвудско језеро   | Канада            | 6.527    | 2.520    | [ 180 ] [ 181 ] [ 182 ]                 |
| 3    | Кујбишевско језеро  | Русија            | 6.450    | 2.490    | [ 183 ] [ 184 ] [ 185 ]                 |
| 4    | Језеро Кариба       | Зимбабве, Замбија | 5.580    | 2.150    | [ 186 ] [ 187 ] [ 188 ]                 |
| 5    | Буктармско језеро   | Казахтан          | 5.490    | 2.120    | [ 189 ]                                 |
| 6    | Братско језеро      | Русија            | 5.426    | 2.095    | [ 190 ] [ 191 ] [ 192 ]                 |
| 7    | Језеро Насер        | Египат, Судан     | 5.248    | 2.026    | [ 193 ] [ 194 ] [ 195 ] [ 196 ]         |
| 8    | Рубинско језеро     | Русија            | 4.580    | 1.770    | [ 197 ] [ 198 ]                         |
| 9    | Канијапискау језеро | Канада            | 4.318    | 1.667    | [ 199 ] [ 200 ] [ 201 ]                 |
| 10   | Језеро Гури         | Венецуела         | 4.250    | 1.640    | [ 202 ] [ 203 ] [ 204 ] [ 205 ] [ 206 ] |

### Списак резервоара по запремини
| Ранг | Име                 | Држава            | Запремина | Запремина | Напомене                                |
| Ранг | Име                 | Држава            | km3       | cu mi     | Напомене                                |
| ---- | ------------------- | ----------------- | --------- | --------- | --------------------------------------- |
| 1    | Језеро Кариба       | Зимбабве, Замбија | 180       | 43        |                                         |
| 2    | Братско језеро      | Русија            | 169       | 41        |                                         |
| 3    | Језеро Насер        | Египат, Судан     | 157       | 38        |                                         |
| 4    | Језеро Волта        | Гана              | 148       | 36        |                                         |
| 5    | Маникоаган језеро   | Канада            | 142       | 34        | [ 207 ] [ 208 ] [ 209 ] [ 210 ] [ 211 ] |
| 6    | Језеро Гури         | Венецуела         | 135       | 32        |                                         |
| 7    | Језеро Вилистон     | Канада            | 74        | 18        | [ 212 ] [ 213 ] [ 214 ]                 |
| 8    | Краснојарско језеро | Русија            | 73        | 18        | [ 215 ] [ 216 ] [ 217 ] [ 218 ]         |
| 9    | Зејанско језеро     | Русија            | 68        | 16        | [ 219 ] [ 220 ] [ 221 ] [ 222 ]         |